# العلاقات البيروية الغامبية
العلاقات البيروفية الغامبية هي العلاقات الثنائية التي تجمع بين بيرو وغامبيا.

## مقارنة بين البلدين
هذه مقارنة عامة ومرجعية للدولتين:
| وجه المقارنة                                              | بيرو                                   | غامبيا       |
| --------------------------------------------------------- | -------------------------------------- | ------------ |
| المساحة (كم2)                                             | 1.29 مليون                             | 11.30 ألف    |
| عدد السكان (نسمة)                                         | 32.16 مليون                            | 2.10 مليون   |
| الكثافة السكانية (ن./كم²)                                 | 24.93                                  | 185.84       |
| العاصمة                                                   | ليما                                   | بانجول       |
| اللغة الرسمية                                             | اللغة الإسبانية، اللغة الأيمرية، كتشوا | لغة إنجليزية |
| العملة                                                    | سول بيروفي جديد                        | دالاسي غامبي |
| الناتج المحلي الإجمالي (بليون دولار)                      | 211.39 مليار                           | 1.01 مليار   |
| الناتج المحلي الإجمالي (تعادل القوة الشرائية) بليون دولار | 393.13 مليار                           | 3.34 مليار   |
| الناتج المحلي الإجمالي الاسمي للفرد دولار أمريكي          | 6.03 ألف                               | 471          |
| الناتج المحلي الإجمالي للفرد دولار أمريكي                 | 11.99 ألف                              |              |
| مؤشر التنمية البشرية                                      | 0.740                                  | 0.441        |
| رمز المكالمات الدولي                                      | +51                                    | +220         |
| رمز الإنترنت                                              | .pe                                    | .gm          |
| المنطقة الزمنية                                           | توقيت بيرو، 00                         | 00           |

## منظمات دولية مشتركة
يشترك البلدان في عضوية مجموعة من المنظمات الدولية، منها:
| علم المنظمة | اسم المنظمة                                                | تاريخ انضمام بيرو | تاريخ انضمام غامبيا |
| ----------- | ---------------------------------------------------------- | ----------------- | ------------------- |
|             | مؤسسة التنمية الدولية                                      | 30 أغسطس 1961     | 18 أكتوبر 1967      |
|             | يونسكو                                                     | 21 نوفمبر 1946    | 1 أغسطس 1973        |
|             | مؤسسة التمويل الدولية                                      | 20 يوليو 1956     | 19 سبتمبر 1983      |
|             | منظمة حظر الأسلحة الكيميائية                               | ?                 | ?                   |
|             | الأمم المتحدة                                              | 31 أكتوبر 1945    | 21 سبتمبر 1965      |
|             | الاتحاد الدولي للاتصالات                                   | 12 يوليو 1915     | 27 مايو 1974        |
|             | منظمة الشرطة الجنائية الدولية                              | ?                 | ?                   |
|             | البنك الدولي للإنشاء والتعمير                              | 31 ديسمبر 1945    | 18 أكتوبر 1967      |
|             | الاتحاد البريدي العالمي                                    | ?                 | ?                   |
|             | المركز الدولي لتسوية المنازعات الاستشارية                  | 8 سبتمبر 1993     | 26 يناير 1975       |
|             | وكالة ضمان الاستثمار متعدد الأطراف                         | 2 ديسمبر 1991     | 11 سبتمبر 1992      |
|             | العملية المشتركة للاتحاد الأفريقي والأمم المتحدة في دارفور | ?                 | ?                   |
|             | منظمة التجارة العالمية                                     | ?                 | ?                   |

## وصلات خارجية
- موقع وزارة الخارجية البيروفية
- موقع وزارة الخارجية الغامبية